# Amfiteátr Banská Bystrica
Amfiteátr Banská Bystrica Paľa Bielika je svou kapacitou největší amfiteátr na Slovensku a má dokonce největší promítací plochu v někdejším Československu. Jeho činnost začala kolem roku 1955 a trvala, s útlumem od 90. let, až do roku 2008. Po více než čtyřletém úsilí o obnovení jeho provozu, byla 4. června 2014 podepsána nájemní smlouva na 30 let. Firma Kolotoče s.r.o. se zavázala amfiteátr, jako majetek města Banská Bystrica, zrekonstruovat a znovu provozovat.

## Historie
Banskobystrický amfiteátr zahájil svou činnost kolem roku 1955, ještě s klasickou promítací plochou. V roce 1960 byl přestavěn na širokoúhlé promítání filmů, které trvalo až do roku 1973. V roce 1974 byl amfiteátr přestavěn na promítání 70mm panoramatických filmů. V tomto období u příležitosti 30. výročí oslav Slovenského národního povstání proběhla kompletní rekonstrukce celého amfiteátru. Vyměnily se sedací lavičky, rozvody elektrické energie, postavila se nová promítací plocha a promítací kabina. Amfiteátr sloužil hlavně jako kulturní stánek pro Filmové festivaly pracujících, které byly v té době kulturní celostátní akcí. Amfiteátr byl při těchto akcích i významným kulturním střediskem setkání různých filmových delegací, pracovníků kultury a tvůrčích pracovníků filmů, kteří se do značné míry podíleli na těchto aktivitách. Kromě filmových představení, pro které amfiteátr sloužil, se zde konaly i různá vystoupení hudebních skupin. Každý rok se na amfiteátru uskutečnilo množství rozličných akcí. Nejmasovější návštěvnost diváků amfiteátr zažil v létě roku 1976, kdy se na Pofestivalovej přehlídce filmů promítal film Čelisti. Tento film vidělo v té době přes 20 000 návštěvníků, kteří tehdy způsobili téměř dvoutýdenní přestávku promítání filmů. Po zániku státního filmového monopolu v roce 1992 skončilo pravidelné promítání filmů na amfiteátru. Nástupní distribuční filmové společnosti promítaly filmy na amfiteátru nadále až do roku 1996/97. Po tomto období se promítání filmů na amfiteátru ukončilo.

### Časová osa
- 1953–1955 – výstavba a otevření amfiteátru
- 1960 – 1. přestavba na širokoúhlé promítání
- 1974 – 2. přestavba na promítání 70mm filmů
- 1992 – ukončení pravidelného promítání
- 1997 – definitivní ukončení promítání
- 2008 – uzavření amfiteátru po posledním festivalu
- 2010–2014 – snahy o obnovení provozu
- 2014 – znovuotevření amfiteátru

## Současnost
V roce 2014 se podařilo firmě Kolotoče s.r.o. a občanskému sdružení za! amfiteátr znovu zprovoznit amfiteátr. Během léta byla provedena úprava a rekonstrukce amfiteátru. První akcí, která proběhla ve zrekonstruovaném amfiteátru, byl festival Rockspace, který se konal ve dnech 24. – 26. června 2014. Festival uvedl řadu interpretů jako: Chiki Liki Tu-A, Buty, Svobodná Evropa, Michael Kocáb a Karpatské hřbety, Bad Karma Boy, Družina a mnoho dalších. Kromě hudebního programu byl součástí festivalu i bohatý doprovodný program.
27. září 2014 se v amfiteátru uskutečnila další akce s názvem 45 let Woodstock. Šlo o oslavu výročí legendárního festivalu, možná i nejdůležitějšího v historii hudby, a to nejprve koncerty a po setmění filmem. Dne 20. prosince 2014 se uskutečnilo předvánoční promítání filmu Pelíšky. Akce se snažila navázat na tradici zimních promítání na amifteátru.
V roce 2015 byl amfiteátr využíván během celého léta.